# Fortifications de Langres
 (avril 2020).
Si vous disposez d'ouvrages ou d'articles de référence ou si vous connaissez des sites web de qualité traitant du thème abordé ici, merci de compléter l'article en donnant les références utiles à sa vérifiabilité et en les liant à la section « Notes et références ».
Les fortifications de Langres comprennent :
XVe siècle
- Enceinte de Langres

Haxo
- Citadelle
- Fort Constance Chlore (1869-1872) ou fort de Peigney
- Fort de la Bonnelle
- Fort de Buzon
- Fort de Brévoines

Séré de Rivières
- Fort de Saint-Menge
- Ouvrage de Jorquenay
- Ouvrage de Montvange
- Ouvrage de la Montagne de Changey
- Fort Magalotti (1875-1878) ou fort de Dampierre
- Forts Médavy (1877-1881) ou fort de Plesnoy
- Fort de Montlandon (1883-1885)
- Fort Vercingetorix (1874-1877) ou fort du Cognelot
- Batterie du Pailly
- Batterie du Mont
- Ouvrage de la Croix d'Arles
- Ouvrage de Champigny
- Ouvrage du Fays
- Ouvrage de Voidon
- Ouvrages des Vieux Moulins
- Ouvrage de Perrancey
- Fort de la Pointe de Diamant (1874-1877)
- Batterie d'Humes
- Fort de Beauchemin (non construit)